# بيتر مارشال (كاتب)
بيتر مارشال (بالإنجليزية: Peter Marshall)‏ هو كاتب ومؤرخ بريطاني، ولد في 23 أغسطس 1946 في بونكور رجيس ‏ في المملكة المتحدة.

## وصلات خارجية
- الموقع الرسمي